# آشتیان
آشتیان مرکز شهرستان آشتیان در استان مرکزی است. این شهر در فاصله ۶۸ کیلومتری اراک و ۲۲۹ کیلومتری تهران قرار دارد. شهر آشتیان از سطح دریا ۲۱۲۰ متر ارتفاع دارد و در سال ۱۳۹۵، ۹٬۵۴۳ نفر جمعیت داشته است.
این شهر از متعلقات عراق عجم بوده است؛ نام این شهر تاریخی، بنا به روایات تغییر یافته لفظ آتشدان است که در گذر تاریخ نام این مکان از آتشدان به دلایل مختلف به ابرشتیجان، براشتیجان، سیجان، استجان، اشتیجان برگردانده شده است و النهایه آشتیان نام گرفته است. از جمله توابع این شهرستان، روستای تاریخی سیاوشان است که سرشار از مناظر طبیعی توأم با آب و هوای مطبوع میزبان میهمانان از اقصی نقاط کشور است. موقعیت جغرافیایی آشتیان طول ۳۴ و عرض ۵۵ درجه جغرافیایی است. روز ۲۴ مرداد که مصادف با تولد عباس اقبال آشتیانی مورخ و ادیب شهیر ایرانی است به عنوان روز آشتیان نام‌گذاری شده است.

## وجه تسمیه
در زمان سکونت زرتشتیان قسمتی از این سرزمین به موبدان و آتشکده‌ها جهت عبادت اختصاص داده شده است. بنا به تفسیر (دهگان) لفظ آشتیان به معنی معبد و نیایش‌گاه است. کلمه آشتیان از دو جزء یشت به معنی پرستش، قربانی، دعا و سرود مذهبی و «یان» که معرف مکان و جایگاه تشکیل شده است. وجود آتشکده‌های متعدد در این منطقه که مهم‌ترین آنها آتشکده وره بوده است نشانگر آنست که این شهر در گذشته پرستشگاه و جایگاه قربانی بوده است.
در تاریخ قم، آشتیان به صورتهای وره ابرشتیجان، براشتیجان، استجان، اشتیجان و سیجان آمده است. دهگان در تاریخ اراک آورده است: «ابر به معنی فراز است و چون شهر جدید بر فراز ده مخروبه بنا شده ابر آشتیجان نام نهاده‌اند.» ولی برخی نویسندگان معاصر صورتهای مختلف را که در تاریخ قم آمده است منطبق بر آشتیان نمی‌دانند.
- در کتاب تاریخ قم دربارهٔ نام آشتیان آمده است: «ابرشتجان را اردوان اصغر بن بلاش بنا کرده است.» ابرشتجان به معنی «بالاتر اشتجان» (آشتیان بالا) است که بعدها به «آشتیجان» تبدیل شده و چون حرف «ج» را اهالی به صورت خفیف ادا می‌کردند، در حال حاضر آشتیان خوانده می‌شود.[۶]

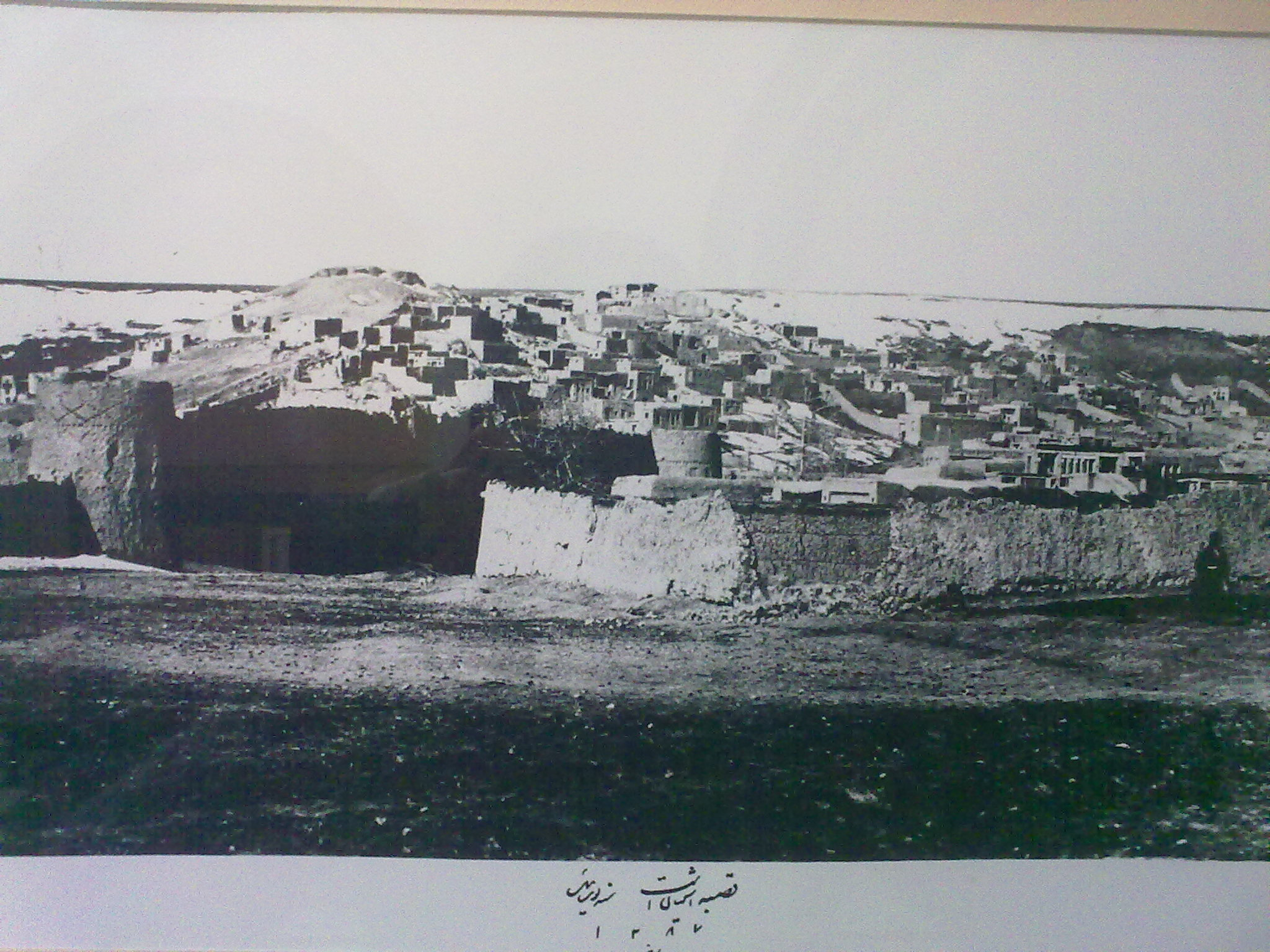
قصبه آشتیان سال ۱۲۸۷ خورشیدی

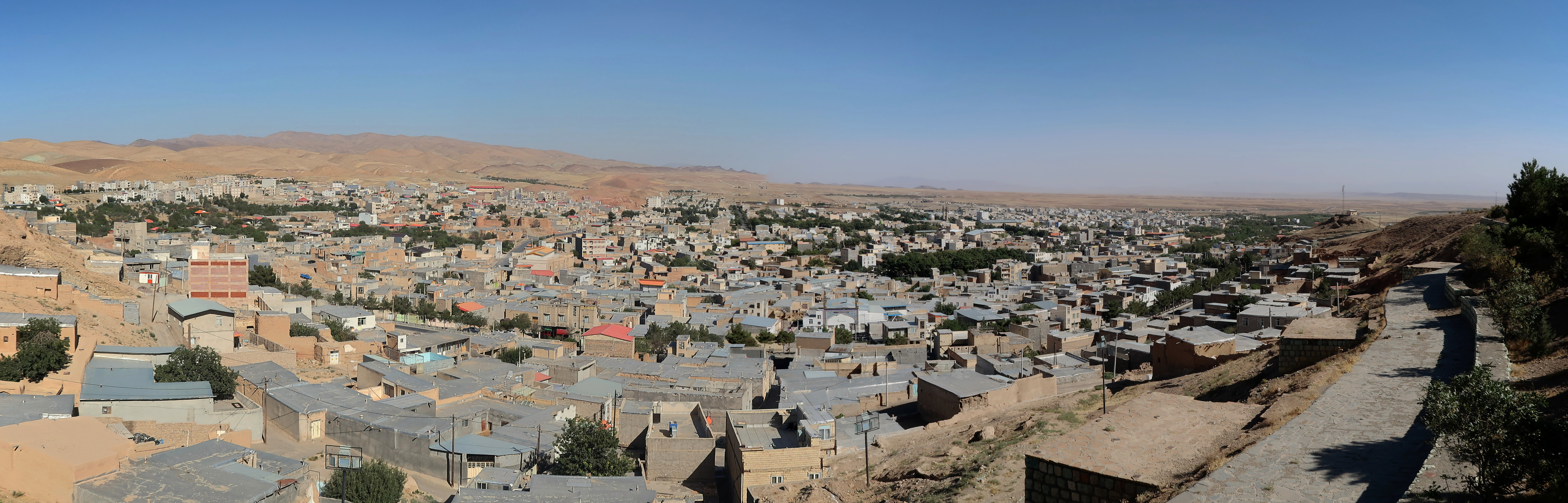
نمای شهر آشتیان ۱۴۰۲ خورشیدی

## پیشینه

### تاریخچه شهرستان آشتیان
آشتیان از شهرهای تاریخی ایران است. چنان‌که نام این شهر در کتاب تاریخ قم نوشته حسن بن محمد بن حسن قمی (نوشته شده در سال ۳۷۸ هجری قمری) به صورت ابراشتجان یا اشتجان آمده است. مؤلف کتاب مختصرالبلدان آشتیان را ابرشتیجان نوشته و نقل کرده‌اند که بر اثر زلزله ابرشتیجان کاملاً تخریب و بعد از آن آبادی مجددی بنا شده است و نام آن را به آشتیجان تغییر داده‌اند و چون مردم حرف (ج) را در گویش محلی به صورت خیلی خفیف به کار می‌بردند با گذشت زمان این محل به نام آشتیان مشهور شده است. وجود آتشکده‌های متعدد در این منطقه که مهم‌ترین آن‌ها آتشکده وره بوده است نشانگر آنست که این شهر در گذشته پرستشگاه و جایگاه قربانی بوده است. آشتیان از جمله شهرهای کهن ایران است که در گذشته جزء «ماد سفلی» یا «ماد بزرگ» بوده است و آثار و دژهای فراوانی از دوران ماد در این منطقه به چشم می‌خورد. برخی اسامی اماکن آن هم ریشه اوستایی و پهلوی دارند. این اسامی و نیز شمار زیاد قلاع گبری و وجود آتشکده‌ها در این منطقه، مانند آتشکدهِ «فردجان و فراهان» ارتباط آشتیان را با دین زرتشتی ممکن می‌سازد.
منطقه وره دارای اهمیت نظامی و مذهبی بوده است. آتشکده‌های گوناگونی در این ناحیه وجود داشته است، از جمله آن‌ها می‌توان به آتشکده‌های وره و نزدیکی آن‌ها با آتش مزدجان (فردجان) اشاره کرد. این آتشکده‌ها دلیل خوبی برای اثبات اهمیت مذهبی این منطقه است. کشفیات سال‌ها اخیر از جمله کشف دو خمره در دو روستای ورسان و آهو از توابع آشتیان و سکه‌های باستانی یافت شده در مزرعه‌نو و انانجرد که همگی مربوط به دوران پیش از اسلام بوده است، این حدسیات را اثبات کرده است. ویرانه‌های قلعه‌های مختلف به جای مانده از آن دوران و سفالینه‌های به دست آمده نیز که برخی از آن‌ها در اختیار موزه مردم‌شناسی آشتیان قرار دارد، بیانگر قدمت این منطقه است.
این منطقه توسط «مالک بن عام اشعری» فتح و مردم آن به دین اسلام گرویدند. در کتب جغرافیایی پس از اسلام، این شهر جزء ولایت کوهستان یا جبال یا عراق عجم آمده است. بنا به تفسیر دهگان این لغت (آشتیان) معرف معبد و قربانگاه است.
ابن فقیه صاحب مختصرالبلدان رستاق ابرشتجان صاحب تاریخ قم آن را با شمول ۱۰ ده، از طسوجهای قم برشمرده است.
بلدیه آشتیان در سال ۱۳۰۰ خورشیدی تأسیس و توسط میرزا آقا بالا خان ملقب به «معین‌الرعایا» از کارگزاران اواخر قاجار و اوایل پهلوی اول که سمت «امین وظایف» یا «بلدیه‌چی» را داشت، اداره می‌شد. پس از تصویب قانون بلدیه در مجلس شورای ملی در سال ۱۳۰۹ و حسب ضرورت تأسیس شهرداری در هر محل که جمعیت آن بالغ بر پنج هزار نفر باشد، آشتیان دارای امتیاز رسمی شهرداری شد.

### مکتب خانه‌های ۱۰۰ سال اخیر آشتیان
آقا شیخ عباس قاضی، میرزا بزرگ، شیخ محمدحسین، سید علی‌اصغر، ملا اسماعیل (ادا)، میرزا آقا جان، ملاشرف (زن)، ملا سارا خاتون (زن)، میرزا عبدالله، ملا محمد، ملا علی‌اکبر (کشمشک)، ملا غلامعلی (سالم)، ملا احد علی، ملا بلقیس (زن)، ملا عابدین و رقیه خانم (زن) بوده‌اند.
دبستان خاقانی اولین پایگاه فرهنگ و آموزش نوین در آشتیان، که در سال ۱۳۰۶ بنا گردید.

### محلات معروف
محلات معروف این شهر عبارتند از: صادق بیک، مازری، باغچه حلاری، آقازیارت، میدان امین نظاره، محنت آباد، باقرآباد، بازار، دشت، گلشن، حسن‌آباد، شهرک سجادیه، شهرک جوادیه، لاقه وکله پشته..

## مردم‌شناسی

### جمعیت
شهر آشتیان در سرشماری سال ۱۳۹۵، ۹۵۴۳ نفر جمعیت داشته است. مهاجرت از این شهرستان به دلایل شغلی و کاری یکی از مخاطرات اصلی این شهر به‌شمار می‌رود.

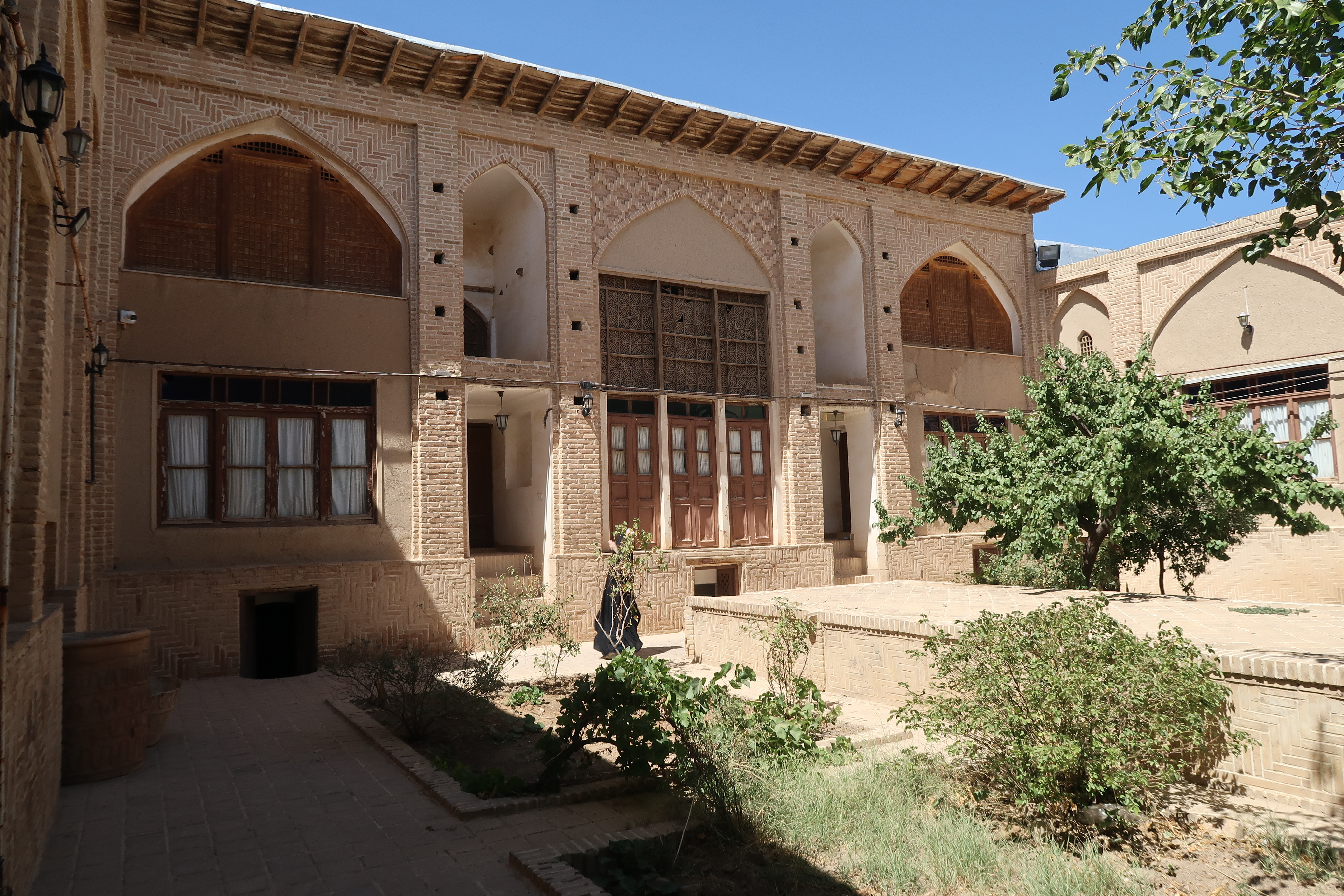
خانه میرزا هدایت‌الله وزیر دفتر در آشتیان

### زبان
تا چند دهه پیش زبان آشتیانی در میان مردم این شهر متداول بوده، اما این زبان امروزه تقریباً از میان رفته و جای خود را به فارسی داده است. زبان آشتیانی قدیم تا حدود سال ۱۳۳۵ خورشیدی نیز در محلات غربی آشتیان متداول بود، اما امروزه تنها روستاییانی که بیش از ۴۰ سال داشته‌باشند توان سخن گفتن بدان را دارا هستند. نکته قابل تأمل دربارهٔ زبان آشتیانی این است که در مدت زمانی کمتر از نیم قرن کاملاً به دست فراموشی سپرده شده است. زبان آشتیان از زبان‌های ایران مرکزی ایران به‌شمار می‌رود و تأثیرات بالایی را از زبان‌های ایرانی دورهٔ میانه مانند پهلوی اشکانی نشان می‌دهد.

### غذاها و نان‌های محلی
آشتیان چندین غذا و نان محلی دارد که خاص آشتیان و مناطق اطراف آن است. غذاهایی مانند آش قرمز (قره‌قوروت)، سمنو، آش جو (با سیرابی)، دوغ گرمه، آش ترخنه دوغ، آش ترماش، آش ویشیل و نان‌های فتیر، نان چایی، نان قرصه، نان مایه‌دار (شیرمال) و کوله‌ولا اشاره کرد.

#### سمنو
سمنو در آشتیان برخلاف سایر نقاط ایران که غالباً به مناسبت عید نوروز پخته می‌شود، در تمام طول سال به عنوان غذای نذری و در دور همی‌های مردم صرف می‌شود. همچنین جشنواره آیین سمنوپزان هرساله در هفته سوم اردیبهشت برگزار می‌شود و پذیرای مهمانان از سراسر کشور می‌باشد.

#### آش قرمز (قره‌قوروت)
آش قره‌قروت یکی از غذاهای سنتی آشتیان است که به شیوه خاص این شهر پخت می‌شود و در آن از لبو، نخود سیاه، قره‌قوروت و گردو استفاده می‌شود. اولین دوره جشنواره محلی آش قره‌قوروت در در ۹۸ در آشتیان برگزار شد. هدف از این جشنواره معرفی این غذای سنتی آشتیان است.

#### دوغ گرمه
دوغ گرمه که در باقی نقاط ایران با نام کال جوش نیز شناخته می‌شود، از غذاهای سنتی این منطقه است که در آن از کشک، نمک، نعناع داغ و گردو استفاده می‌شود

#### نان فتیر
فتیر نوعی نان محلی آشتیان است که مزه شیرینی دارد و میان‌وعده‌ای خوش طعم به‌شمار می‌رود. اهالی آشتیان از این نان در وعده صبحانه هم استفاده می‌کنند. فتیر از مهم‌ترین سوغات آشتیان به‌شمار می‌رود. فتیرپزی‌های متعددی در سطح شهر آشتیان یافت می‌شوند که ار آن‌ها می‌توان انواع نان‌های محلی و فتیر ا تهیه کرد.

#### نان چایی
نوعی نان محلی در آشتیان است که به‌طور سنتی در روزهای انتهای سال و نزدیک عید نوروز پخته م شود. البته این روزها در تمام ایام سال این نان محلی در فتیرپزی‌های آشتیان یافت می‌شود. ضمناً این نان انتخاب خوبی برای صبحانه نیز هست.

#### نان مایه دار
نان مایه‌دار یا نان شیرمال یکی از نان‌های سنتی آشتیان است که می‌تواند سوغات خوبی برای مسافران باشد.

### بازی‌های محلی

#### آلاچّین بازی
آلاچین‌بازی شکلی از بازی الک دولک است که در بیشتر نقاط ایران بازی می‌شود. این بازی از مهم‌ترین بازی‌های سنتی آشتیان است که بیشتر در اواخر زمستان و اوایل بهار بازی می‌شود. این بازی از یازی‌های مخصوص مراسم سیزده به در در آشتیان است و در گردهمایی‌های مردم آشتیان در دشت و صحرا بازی می‌شود.

#### تخم‌مرغ بازی
این بازی در گذشته و زمانی که تخم‌مرغ رنگی به عنوان عیدی داده می‌شد رواج بیشتری داشت و بیشتر در ایام نوروز انجام می‌شد. هنوز هم در در دید و بازدیدهای نوروزی در آشتیان این بازی انجام می‌شود.

## جغرافیا
شهر آشتیان در منطقه‌ای نسبتاً سردسیر در در دامنه رشته کوه آشتیان قرار دارد و از طرف غرب مشرف به ارتفاعات زاگرس است. به همین خاطر دارای آب و هوای نسبتاً سرد و کوهستانی در زمستان است و در تابستان ییلاق معتدل و مطبوعی برای گردشگران است.
شهرستان آشتیان با ارتفاع ۲۱۲۰ متر از سطح دریا چهاردهمین شهر مرتفع ایران است.
آشتیان از گذشته به‌دلیل موقعیت خوب جغرافیایی محل داد و ستد محال ثلاث (آشتیان -تفرش- فراهان- خلجستان) بوده است. اهمیت این موضوع از طریق بررسی اسناد تاریخی مرتبط با بازار آشتیان مشخص می‌شود. این هنوز فعال بوده و یکی از محل‌های مورد علاقه گردشگران برای بازدید است.

### کوه‌ها
کوه کلاهه با ارتفاع ۳۰۸۴ متر حد شمالی روستایِ گرکان شهرستان آشتیان است که آشتیان را از تفرش جدا می‌کند. کوه زیرگان با ۲۶۴۰ متر دیگر کوه مرتفعی است که در نزدیکی آشتیان قرار دارد. نماد طبیعی شهرستان آشتیان کوه میرآب است که ارتفاع آن ۲۸۱۵ متر است. این کوه در همه فصول از تمامی نقاط آشتیان قابل مشاهده است.
از قله‌های دیگر اطراف شهرستان آشتیان که واقع در روستای گرکان شهرستان می‌باشند، می‌توان به رف قاسم‌کش، وریانان، دست‌زِما، پونستان و دیدگاه نام برد.

### هنرمندان مطرح

بانو روحبخش از مشهورترین خوانندگان دهه ۱۰ و ۲۰ شمسی و از اهالی آشتیان